# Cyrtandra rosea
Cyrtandra rosea là một loài thực vật có hoa trong họ Tai voi. Loài này được Ridl. mô tả khoa học đầu tiên năm 1917.